# Gordon Chan
 (mars 2019).
Si vous disposez d'ouvrages ou d'articles de référence ou si vous connaissez des sites web de qualité traitant du thème abordé ici, merci de compléter l'article en donnant les références utiles à sa vérifiabilité et en les liant à la section « Notes et références ».
Pour les articles homonymes, voir Chan.
Gordon Chan (陈嘉上 en chinois, Chén Jiāshàng en hànyǔ pīnyīn) est un réalisateur, scénariste et producteur chinois né à Hong Kong en 1960.

## Biographie
Né en 1960 à Hong Kong, Gordon Chan de son vrai nom Chen Jiashang , est un réalisateur, producteur, scénariste et acteur chinois renommé et respecté par ses pairs. 
Il débute réellement sa carrière de réalisateur en 1985 pour le film 18 Golden Destroyers. Il a entre autres dirigé des films comme Armageddon, Fight Back to School 1, 2 et 3, ou encore King of Beggars. Il a réalisé un très grand nombre de films d'action et d'art martiaux. Pour ne citer que Kung Fu master, The King of Fighters ou encore The Medaillon. Ce dernier film réalisé dans le style action-comédie fut coécrit par Gordon Chan et Alfred Cheung. Le grand public le connaît surtout en tant que réalisateur de film d'action.
Pourtant, il s'illustre aussi dans d'autre genre : le drame-action avec Painted skin qu'il a coécrit, réalisé et produit en 2008. Cette œuvre a remporté le Prix du meilleur film au 10e Festival du Film de Changchun. Au tout début de sa carrière, il réalise également The yuppie Fantasia (1988), une comédie romantique sur fond de liaisons extraconjugales et des déboires d'un couple.
Il a collaboré avec de grands acteurs et réalisateurs chinois comme avec Jackie Chan sur The Medaillon en 2003 ou encore Thunderbolt en 1995. Mais, il est surtout connu pour avoir réalisé Fist of Legend avec l'acteur Jet Li en premier rôle, en 1994.
Par ailleurs, on lui reconnait aussi beaucoup de talent à l'écriture. D'ailleurs, c'est en 1984 qu'il présente son tout premier scénario « Yuen Fan » plus connu sous son titre anglais « Behind the Yellow Line ». En 1988, il écrit pas moins de cinq scénarios dont « The Big Heat » qui n'est pas passé inaperçu des critiques. Il touche à tous les genres dans l'écriture. Ainsi, il passe aisément du film biographique Diary of a Small Man en 1988, à un scénario d'action avec The Game Kids en 1992 ou encore The Defender en 1994.
À partir de 1989, il devient producteur ou coproducteur de ses films. Il commence en coproduction sur The Vineyard en 1989 avant de produire 19 autres films jusqu'en 2011 dont Neverending Summer en 1992, « Hitman » en 1998, ou encore Okinawa Rendez-vous en 2000. Son dernier film produit est Coming Back (2011).
Après 2011, il se consacre surtout à la réalisation de quelques films. The Four en 2012, The Dark Meteors en 2012, The Four II en 2013. Sur les autres facettes de sa carrière, il est resté plus ou moins en retrait depuis 2011.
En ce qui concerne sa carrière d'acteur, elle fut brève et courte. Il tourna dans Duel of Dragons en 1992 et dans Fame en 2006. Il ne renouvèlera plus l'expérience par la suite.

## Filmographie

### Réalisateur
- 1985 : Golden Destroyer
- 1988 : The Yuppie Fantasia
- 1989 : Armageddon
- 1990 : Brief Encounter in Shinjuku
- 1991 : Fight Back to School
- 1991 : Inspector Pink Dragon
- 1992 : Royal Tramp
- 1992 : Royal Tramp 2
- 1992 : Fight Back to School 2
- 1992 : Gameboy Kids
- 1992 : King of Beggars
- 1994 : Long and Winding Road
- 1994 : The Final Option (飞虎雄心, Fēi Hǔ Xióng Xīn)
- 1994 : Fist of Legend (精武英雄, Jīng Wǔ Yīng Xióng)
- 1995 : Jackie Chan sous pression
- 1996 : The First Option
- 1997 : Armageddon
- 1998 : Beast Cops
- 2000 : 2000 A.D. (公元2000)
- 2000 : Okinawa Rendez-vous
- 2003 : Cat and Mouse
- 2003 : Le Médaillon (The Medallion)
- 2004 : A-1 Headline
- 2005 : Kung Fu Master
- 2006 : Dragons Forever
- 2006 : Mr. 3 Minutes
- 2007 : Kamata March
- 2008 : Painted Skin
- 2010 : The King of Fighters
- 2011 : Mural (film) (en)
- 2012 : The Four (四大名捕, Sì Dà Míng Bǔ)
- 2013 : The Four II (四大名捕2, Sì Dà Míng Bǔ 2)
- 2014 : The Four III (四大名捕3, Sì Dà Míng Bǔ 3)
- 2017 : God of War (荡寇风云, Dàng Kòu Fēng Yún)
- 2017 : The Treasure

### Scénariste
- 1984 : Yuen fan
- 1988 : Dragons Forever
- 1988 : Double Fattiness
- 1988 : The Big Heat
- 1988 : Heart to Hearts
- 1989 : The Yuppie Fantasia
- 1990 : Brief Encounter in Shinjuku
- 1991 : Fight Back to School
- 1992 : The Cat (en) (Lao mao)
- 1992 : Fight Back to School 2
- 1992 : God of Guns
- 1992 : Game Kids
- 1992 : She starts the fire
- 1993 : Fight Back to School 3
- 1994 : The Defender
- 1994 : Long and Winding Road
- 1994 : The Final Option
- 1994 : Fist of Legend
- 1995 : Jackie Chan sous pression
- 1996 : The First Option
- 1997 : Armageddon
- 1998 : Beast Cops
- 2000 : 2000 A.D.
- 2003 : Cat and Mouse
- 2003 : Le Médaillon
- 2004 : A-1 Headline
- 2006 : Dragons Forever
- 2006 : Mr. 3 minutes
- 2007 : Kamata March

### Producteur
- 1989 : The Vineyard
- 1992 : Neverending Summer
- 1993 : Tom, Dick and Hairy
- 1997 : Armageddon
- 1997 : Cause We Are So Young
- 1997 : Option Zero
- 1998 : Hitman
- 1999 : When I Look Upon the Stars
- 2001 : Funeral March
- 2001 : Every Dog Has His Date
- 2002 : The New Option
- 2002 : Yee yan saam chuk
- 2004 : A-1 Headline
- 2005 : Kung Fu Master
- 2005 : Curse of Lola
- 2006 : Mr. 3 Minutes
- 2017 : Manhunt

### Acteur
- 1988 : Shuang fei lin men :
- 1992 : Double Dragon :

## Distinctions

### Récompenses
- 1997 : Au Hong Kong Film Critics Society Awards, il a gagné le Hong Kong Film Award du meilleur scénario pour Fei hu
- 1998 : Au Fant-Asia Film Festival, il a fini 2e avec le film Beast Cops
- 1999 : Au Hong Kong Film Awards, il a gagné le Hong Kong Film Award du meilleur film, le Hong Kong Film Award du meilleur réalisateur et le Hong Kong Film Award du meilleur scénario pour Beast Cops
- 2005 : Au Hong Kong Film Critics Society Awards, il a gagné le Hong Kong Film Award du meilleur scénario pour A-1 Headline

### Nominations
- 1990 : Au Hong Kong Film Awards, il a été nommé au Hong Kong Film Award du meilleur scénario pour Siu nam yan chow gei
- 1992 : Au Hong Kong Film Awards, il a été nommé au Hong Kong Film Award du meilleur réalisateur et au Hong Kong Film Award du meilleur scénario pour Tao xue wei long
- 1993 : Au Hong Kong Film Awards, il a été nommé au Hong Kong Film Award du meilleur réalisateur pour Miu chong yuen so hat ngai
- 1995 : Au Hong Kong Film Awards, il a été nommé au Hong Kong Film Award du meilleur réalisateur pour Fei hu xiong xin
- 1997 : Au Moscow International Film Festival, il a été nommé au Golden St. George pour Fei hu
- 2005 : Au Hong Kong Film Awards, il a été nommé au Hong Kong Film Award du meilleur scénario pour A-1 Headline